# Siegfried Witte
Siegfried Witte (* 9. Februar 1897 in Rostock; † 19. November 1961 in Frankfurt am Main) war mecklenburgischer Politiker, Wirtschaftsminister des Landes Mecklenburg-Vorpommern bzw. Mecklenburg 1946 bis 1950, Landtagsabgeordneter, Kreisvorsitzender, Mitbegründer der CDU in Rostock.
Siegfried Witte prägte das wirtschaftspolitische Grundverständnis der CDU in der SBZ nachhaltig. Selbst aus einer liberalen Unternehmerfamilie stammend, setzte er sich für das Miteinander von privaten und volkseigenen Betriebsstrukturen ein. Witte plädierte noch auf dem 2. Volkskongress in Berlin am 18. März 1948 für ein demokratisches Wirtschaftssystem: „Ein scharfer Wettbewerb zwischen privaten und volkseigenen Betrieben unter gleichen Voraussetzungen scheint mir gerade für unsere deutschen Verhältnisse das Höchstmaß an wirtschaftlicher Produktivität…“ Zudem trug Witte dazu bei, dass die CDU in der SBZ dem Zweijahresplan der SED ein eigenes Wirtschaftskonzept entgegensetzte. Damit geriet er zwangsläufig in Opposition zur SED, die ihren Führungsanspruch durchzusetzen suchte. Im Januar 1950 wurde er mit einer verleumderischen Kampagne aus dem Amt gedrängt.

## Leben
Witte stammte aus liberalem Elternhaus. Sein Großvater Friedrich Witte gründete in Rostock eine kleine pharmazeutische Fabrik und war liberaler Reichstagsabgeordneter. Sein Vater Friedrich Carl Witte war Mitbegründer der DDP, ihr mecklenburgischer Landesvorsitzender und Mitglied im verfassunggebenden Landtag Mecklenburg-Schwerin 1919. Siegfried Witte besuchte die Volksschule und ab Ostern 1909 die Große Stadtschule Rostock. Kaum 17-jährig, meldete er sich als Kriegsfreiwilliger und nahm am Ersten Weltkrieg teil.
Nach dem Krieg studierte er an der Handelshochschule Berlin Betriebs-, Volkswirtschaft und Wirtschaftsgeographie. 1920 bestand er das Examen zum Diplomkaufmann. Im Juli 1921 wurde er an der Universität Frankfurt am Main zum Dr. rer. pol. promoviert. Witte trat in die väterliche Firma ein, wurde 1925 Teilhaber und führte sie nach dem Tode des Vaters 1938 gemeinsam mit seinem Bruder Carl August Witte weiter. 1926 wurde Witte Mitglied der DDP, engagierte sich aber wegen geschäftlicher Verpflichtungen kaum. Geschäftsreisen führten ihn bis nach Lateinamerika. Zum NS-Regime blieb der Demokrat Witte auf Distanz. Als Vorsitzender der Treuhandstelle der Inneren Mission Mecklenburg wirkte Witte im kirchlichen Raum, er prüfte zum Beispiel die Geschäftsbücher des Diakonissenhauses und Kinderheims Lobetal in Lübtheen.
Nach dem Zweiten Weltkrieg wurde Witte politisch aktiv. Zusammen mit Gleichgesinnten begründete er Ende Juli 1945 einen CDU-Ortsverein in Rostock. Bald fungierte er als Kreisvorsitzender, Stadtvertreter und nach den Landtagswahlen in der SBZ 1946 als Landtagsabgeordneter. Witte wurde stellv. Vorsitzender der CDU-Landtagsfraktion und von dieser im November 1946 zum Wirtschaftsminister nominiert. Die CDU stellte im Kabinett Wilhelm Höckers (erster Ministerpräsident nach dem Krieg, SED) mit Siegfried Witte nunmehr drei Minister. Da Witte die Enteignung der Industriebetriebe unter dem Vorwand der Entnazifizierung ablehnte, geriet er in Konflikt mit dem Innenminister Johannes Warnke (SED). Der Altkommunist Warnke war der eigentlich starke Mann der Landesregierung. Seinem Ressort unterstand die Hauptabteilung Personal und Schulung. Dadurch konnte er die bürokratischen Apparate mit kommunistischen Funktionären unterwandern und nach Belieben manipulieren.
Ende 1949 begann die SED, die sich nach sowjetischem Vorbild bereits als eine stalinistische Partei neuen Typs verstand, mit dem Kampf gegen reaktionäre Elemente in den bürgerlichen Parteien. Siegfried Witte wurde insbesondere in der Landeszeitung – dem SED-Organ – angefeindet. Die Verleumdungskampagne stellte seine Loyalität zur Sowjetunion und zur Arbeiterschaft in Frage und kulminierte in dem Vorwurf, er sei Konsul für das faschistische Spanien gewesen (tatsächlich war er seit 1931 spanischer Vizekonsul – also bereits zu republikanischen Zeiten). Die SED-Fraktion im Landtag entzog ihm das Vertrauen, vor den Toren protestierten bestellte Demonstranten gegen Witte. Am 30. Januar 1950 erklärte Siegfried Witte seinen Rücktritt. Der geschäftsführende Landesvorstand der CDU Mecklenburg – mittlerweile nur noch aus SED-hörigen Abgeordneten bestehend – enthob Witte am 23. Februar 1950 wegen parteischädigenden Verhaltens aus allen Parteiämtern und schloss ihn aus der CDU aus. Witte kam kurzzeitig in Untersuchungshaft, wurde entlassen und floh in den Westen. Der Prozess vor dem Landgericht Greifswald wurde im August 1951 eingestellt. Im selben Monat wurde sein Bruder als Geschäftsführer der Rostocker Firma durch einen Treuhänder ersetzt. Im Oktober 1952 war die pharmazeutische Fabrik bereits als VEB Pepton in Volkseigentum überführt.
Siegfried Witte ließ sich mit seinem Bruder in Frankfurt am Main nieder und führte die Firma dort im kleinen Maßstab weiter. Ab 1952 führte Witte nebenher die Geschäfte des Königsteiner Kreises, einer Vereinigung von Juristen, Volkswirten und Beamten aus der SBZ. Der Verein informierte über die Verhältnisse in der SBZ/DDR, organisierte Vorträge und veranlasste Gutachten. Witte war auch Mitglied der Exil-CDU. Er starb am 19. November 1961 in Frankfurt am Main.

## Schriften
- Einschränkung und Unterhaltung der Unternehmerinitiative in der modernen Industrieentwicklung. Diss. Frankfurt am Main 1921.
- Die Lage der deutschen Groß- und Mittelstädte, in: Beiträge zur Wirtschaftsgeographie: Ernst Tiessen zum 60. Geburtstage. Berlin 1931, S. 171–176.
- Der Königsteiner Kreis 1949-1959. 10 Jahre Mitarbeit an der Wiedervereinigung Deutschlands in Frieden und Freiheit. Frankfurt am Main 1959.